# Louis von Hesberg
Louis Otto Ernst Georg Friedrich von Hesberg (auch Heßberg oder Hessberg; * 7. September 1824 in Kassel; † 23. Dezember 1909 in Betzigerode) war ein preußischer General der Kavallerie und Gutsbesitzer in Nordhessen.

## Leben

### Herkunft
Louis war der zweite und jüngste Sohn von Heinrich Justin von Hesberg (* 23. März 1785 in Laar; † 11. Dezember 1827 in Kassel), zuletzt kurfürstlich-hessischer Oberstleutnant und Kommandeur des Leibgarde-Regiments, aus dessen am 16. Januar 1815 geschlossenen Ehe mit Dorothea Marianne Henriette Karoline von Eschwege zu Aue (* 9. Dezember 1792 in Aue; † 21. Dezember 1859 in Hannover).
Seine Geschwister waren Caroline Friederike Dorothea Josine von Hesberg (1816–1876) and Georg Carl Friedrich Ferdinand Louis von Hesberg (1818–1873).

### Militärische Laufbahn
Nach Beendigung seiner schulischen Erziehung an der kurfürstlichen Kadettenschule in Kassel trat Hesberg am 8. Mai 1842 in das Leib-Dragoner-Regiment der Kurfürstlich Hessischen Armee ein, wo er am 23. August 1843 zum Sekondeleutnant ernannt wurde. 1846 war er in der 4. Eskadron des inzwischen in 1. Husaren-Regiment (Leib-Husaren-Regiment) umbenannten Regiments in Hofgeismar. Ab dem 11. Mai 1849 fungierte Hesberg als Regimentsadjutant, bis er am 12. November 1850 seinen Abschied nahm. Bereits am 25. Januar 1851 trat er erneut in die Armee ein und wurde wieder seinem alten Regiment zugeteilt. Dort diente er ab dem 24. Februar 1851 als Regimentsadjutant und avancierte Ende August 1851 zum Premierleutnant. Am 23. September 1851 wurde er dem Regiment aggregiert und als Brigadeadjutant kommandiert. Mit der Beförderung zum Rittmeister ernannte man ihn am 31. Dezember 1855 zum Eskadronchef im 2. Husaren-Regiment (Herzog von Sachsen-Meiningen) in Hofgeismar. Ende Januar 1864 wurde Hesberg als Kommandeur der Leibeskadron in das Garde du Corps versetzt. In dieser Stellung nahm er 1866 am Deutschen Krieg teil.
Nach der Annexion Kurhessens durch Preußen wurde Hesberg am 30. Oktober 1866 als Rittmeister mit dem aus dem Stamm des bisherigen kurhessischen 2. Husaren-Regiments gebildeten 2. Hessischen Husaren-Regiment Nr. 14 in die Preußische Armee übernommen und zunächst dem Brandenburgischen Kürassier-Regiment (Kaiser Nikolaus I. von Rußland) Nr. 6 aggregiert. Am 17. November 1866 folgte seine Einrangierung als Eskadronchef in das Regiment. Hesberg avancierte am 17. Januar 1867 zum Major und wurde am 18. Mai 1867 etatmäßiger Stabsoffizier des Regiments. Als solcher nahm er 1870/71 während des Krieges gegen Frankreich an den Schlachten bei Spichern, Vionville, Gravelotte, Orléans und Le Mans teil. Vom 25. August bis zum 13. September 1870 führte er vertretungsweise das Schleswig-Holsteinische Ulanen-Regiment Nr. 15.
Ausgezeichnet mit beiden Klassen des Eisernen Kreuzes wurde Hesberg nach dem Friedensschluss am 26. August 1871 unter Stellung à la suite mit der Führung des 3. Schlesischen Dragoner-Regiments Nr. 15 in Hagenau beauftragt und am 4. November 1871 zu dessen Kommandeur ernannt. In dieser Dienststellung erfolgte am 18. Januar 1872 seine Beförderung zum Oberstleutnant und am 19. September 1874 zum Oberst. Am 15. Juni 1875 wurde er als Kommandeur zum 2. Garde-Ulanen-Regiment in Berlin versetzt. Danach diente Hesberg zunächst ab dem 2. März 1880 als Kommandeur der 19. Kavallerie-Brigade und dann vom 13. Mai 1880 bis zum 25. März 1885 als Generalmajor als Kommandeur der 20. Kavallerie-Brigade, beide in Hannover stationiert.
Am 20. März 1885 wurden die beiden Kavalleriebrigaden des in Ostpreußen stehenden I. Armee-Korps aus ihren jeweiligen Infanteriedivisionen herausgelöst und zur Kavallerie-Division des I. Korps mit Stabsquartier in Königsberg zusammengefasst. Generalmajor Hesberg wurde mit der Führung der Division beauftragt und nach seiner Beförderung zum Generalleutnant zu ihrem Kommandeur ernannt.
Unter Verleihung des Roten Adlerordens I. Klasse mit Eichenlaub wurde Hesberg am 15. Oktober 1888 mit der gesetzlichen Pension zur Disposition gestellt. Nach seiner Verabschiedung zog er sich auf sein Gut in Betzigerode zurück, das er nach dem Tod seines Onkels Georg Wilhelm Ernst von Heßberg (1777–1852), Generalleutnant und ehemaliger Kriegsminister im Kurfürstentum Hessen, geerbt hatte. Am 19. September 1891 verlieh ihm Kaiser Wilhelm II. den Charakter als General der Kavallerie sowie anlässlich des 80. Geburtstages die Uniform des 2. Garde-Ulanen-Regiments.

### Ehe und Nachkommen
Hesberg heiratete am 8. August 1855 in Falkenberg Juliane (Julie, Lilli) Elisabeth Christiane von Blumenstein (* 7. Januar 1837 in Kassel; † 26. März 1924 in Betzigerode). Sie war das siebte (das fünfte das Säuglingsalter überlebende) von acht Kindern des Freiherrn Ernst von Blumenstein (1796–1875) und dessen Ehefrau Johanna Caroline Friederike „Frieda“ geb. von Meyerfeld (1799–1866). Der Ehe entstammten die Kinder:
- Johanna Dorothea Amalia (* 19. September 1856) ⚭ 21. Oktober 1884 Ernst von Steinberg auf Brüggen
- Georg Ernst Borries (* 3. Juli 1858; † 18. Oktober 1926), großherzoglich sächsischer Hofmarschall, preußischer Rittmeister a. D. ⚭ 1903 Ottilie Emma Elise Wally-Grub (* 14. Oktober 1871)
- Maria Klothilde Karoline (* 2. Dezember 1860)
- Ebba Johanna Jenny (* 17. Dezember 1861)
- Ernst Chlodwig (* 10. März 1867), preußischer Offizier